# Franklin Harbor Conservation Park
Franklin Harbor Conservation Park är en park i Australien. Den ligger i delstaten South Australia, omkring 200 kilometer nordväst om delstatshuvudstaden Adelaide.
Trakten är glest befolkad. Närmaste större samhälle är Cowell, nära Franklin Harbor Conservation Park. Genomsnittlig årsnederbörd är 443 millimeter. Den regnigaste månaden är juni, med i genomsnitt 80 mm nederbörd, och den torraste är oktober, med 9 mm nederbörd.